# Hartmut Becker (Verleger)

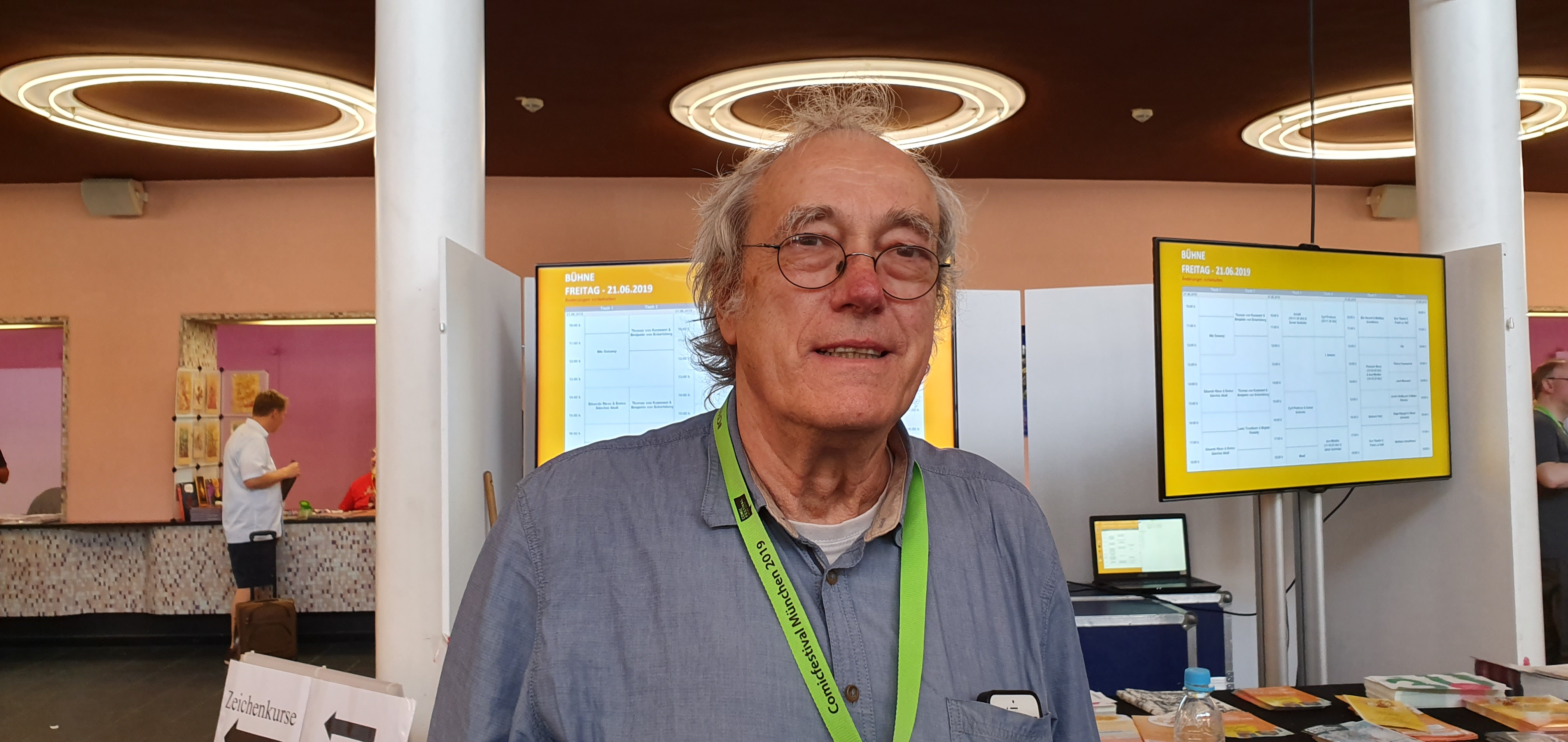
Hartmut Becker auf dem Comicfestival München 2019

Hartmut Becker (* 4. Dezember 1949 in Dormagen) ist Verleger und Agent für Werbezeichner. Er lebt und arbeitet in Hamburg.

## Leben
Hartmut Becker wuchs in Dormagen auf, wo sein Vater Dietrich Becker die Filiale von Pfeifer & Langen leitete. Nach seinem Abitur am Godesberger Pädagogium Otto-Kühne-Schule und einem zweijährigen Studienaufenthalt in Belgien  stieg er 1974 bei dem Fachmagazin Comixene von Andreas C. Knigge und Thilo Rex ein. In Zusammenarbeit mit Manfred Reinhardt gründete Becker 1976 die Kölner Comicbörse. Nachdem er seinen Studienort von Köln nach Hannover verlegt hatte, gründete er mit Andreas C. Knigge 1979 den Verlag Edition Becker & Knigge. Nach dem Ende der Comixene 1981 und dem Konkurs des Verlages 1982 gründete Hartmut Becker mit Paul Derouet 1983 die Agentur Becker-Derouet, die sich der Vertretung von Zeichnern widmete (u. a. Matthias Schultheiss). 1986 folgte ein Umzug nach Hamburg. Nach zehn Jahren der Zusammenarbeit trennten sich Hartmut Becker und Paul Derouet beruflich.
Hartmut Becker gründete becker illustrators!, eine Agentur für Werbezeichner. Sie vertritt u. a. Uwe de Witt, Marco Barrios, Ertugrul Edirne, Timo Wuerz und seit 2007 auch Hansrudi Wäscher, der 2008 auf dem internationalen Comicsalon in Erlangen den Preis für sein Lebenswerk erhielt. 2004 übernahm Hartmut Becker für drei Jahre zusammen mit Bernd Mahler die Organisation der Norddeutschen Comicbörse in Hamburg. Anfang 2009 gründete er mit Etsche Hoffmann-Mahler und Detlef Lorenz den Verlag Comics etc. – Becker und Partner, der unter anderem die Geschichten von Hansrudi Wäscher verlegt.
In den 1980er-Jahren verfasste Hartmut Becker zahlreiche Artikel für den Stripspiegel, die Sprechblase und andere Comicfachzeitschriften. Dazu kamen noch Übersetzungen für den Carlsen Verlag (Spirou und Fantasio), Casterman Deutschland (Alix), Egmont Ehapa Verlag (Die Meta-Barone), Kult Editionen, Splitter Verlag (Mick Tanguy) u. a.

## Werke

### Als Autor
- Hartmut Becker und Achim Schnurrer: Die Kinder des „Fliegenden Robert“. Zur Archäologie der deutschen Bildergeschichtentradition. Edition Becker, Hannover 1979, ISBN 3-88464-011-9 (Katalog zur gleichnamigen Ausstellung, Kölnischer Kunstverein, 18. Mai bis 3. Juni 1979).

### Als Herausgeber
- Detlef Lorenz: Tibor. Eine Legende in Afrika. Edition Comics-etc, Hamburg 2008, ISBN 978-3-941694-04-0.
- Detlef Lorenz: Hansrudi Wäscher. Ein Phänomen seiner Zeit. Heider Verlag, Bergisch Gladbach 2008, ISBN 978-3-87314-432-3.
- Dieter Kalenbach: Der große Marsch Turi und Tolk; Bd. 2). Edition Comics-etc, Hamburg 2009, ISBN 978-3-941694-06-4
- Andreas C. Knigge: Allmächtiger – Hansrudi Wäscher – Pionier der deutschen Comics. Edition Comics-etc, Hamburg 2011, ISBN 978-3-941694-11-8
- 60 Jahre Sigurd